# Yellow Submarine (Film)
Yellow Submarine ist ein Zeichentrickfilm des Regisseurs George Dunning aus dem Jahr 1968. Die Filmmusik stammt von der britischen Band The Beatles und George Martin und wurde 1969 auf dem Album Yellow Submarine veröffentlicht. Das Drehbuch schrieben Lee Minoff, Al Brodax, Jack Mendelsohn und Erich Segal. An der Konzeption des Films waren die Beatles nicht beteiligt. Der Filmtitel geht auf das gleichnamige Lied der Beatles aus dem Jahr 1966 zurück.

## Handlung

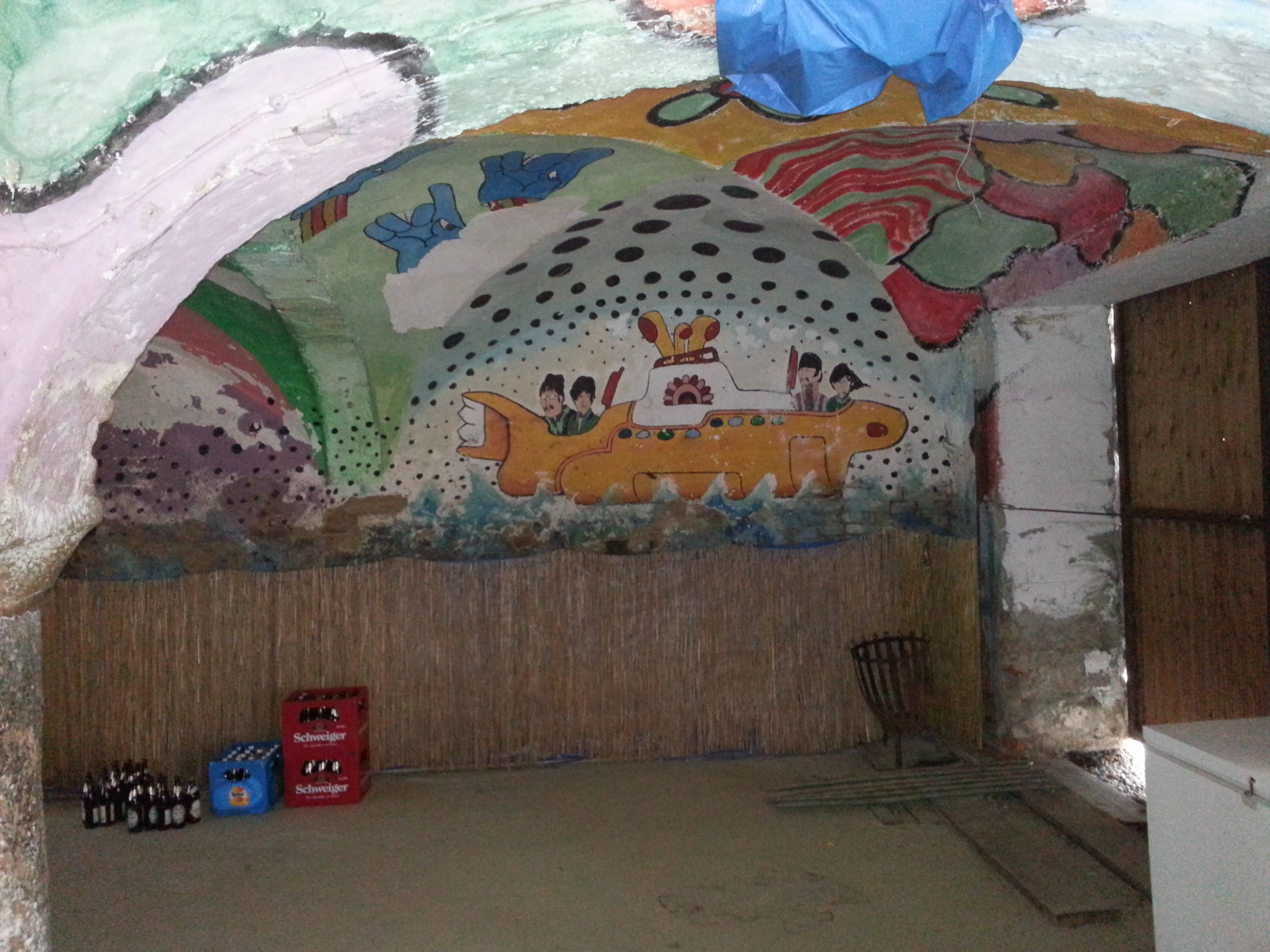
Malerei in einem Stall

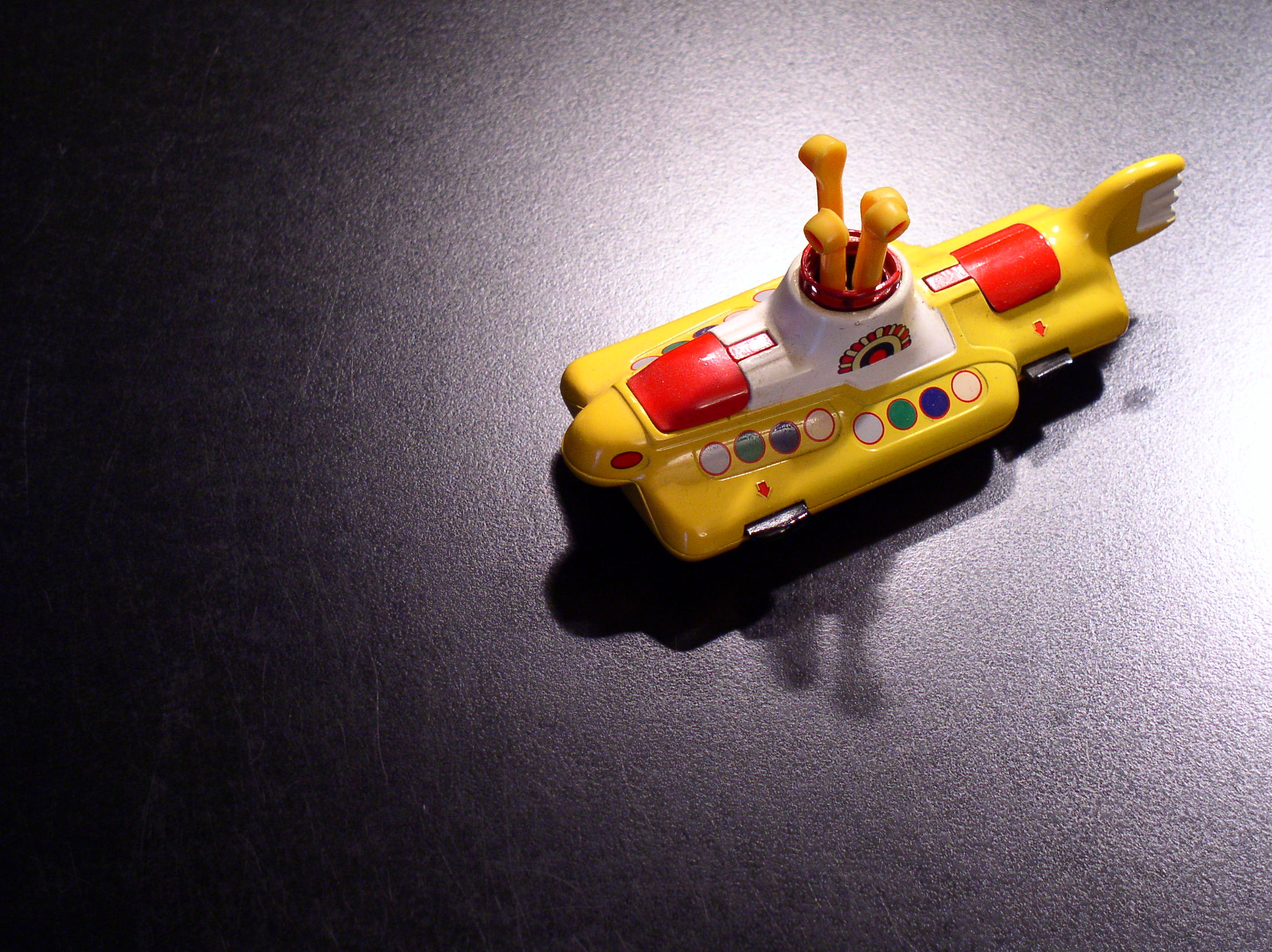
Der britische Spielwaren-Hersteller Corgi Classics brachte in den 1960er und 1990er Jahren ein lizenziertes Spielzeugmodell des Yellow Submarine heraus

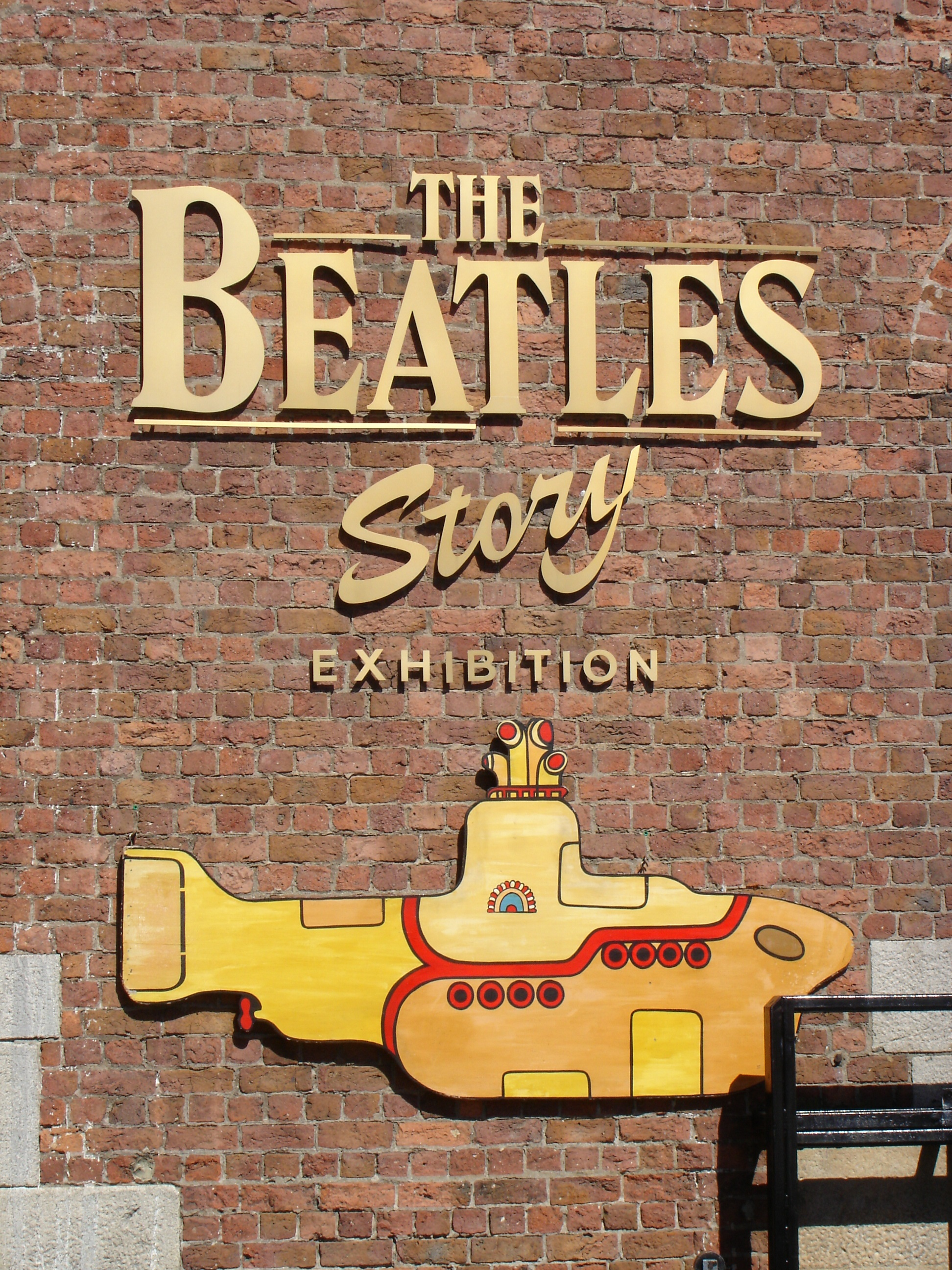
Eingang zur Ausstellung The Beatles Story in Liverpool

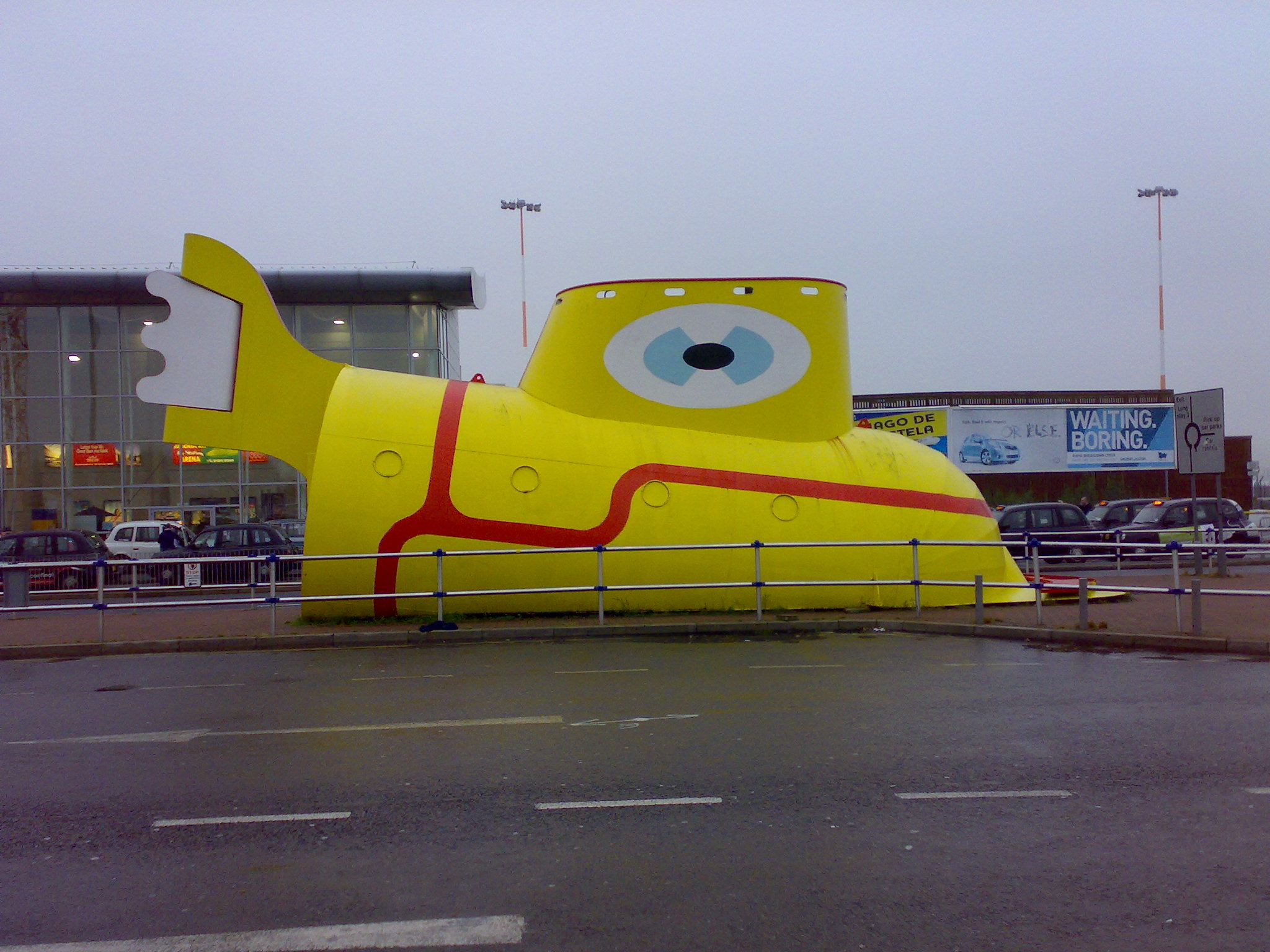
Yellow Submarine – Skulptur vor dem Flughafen in Liverpool

Pepperland ist ein fröhliches, musikbegeistertes Paradies unter dem Meeresspiegel, geschützt von der Sgt. Peppers Lonely Hearts Club Band. Ein gelbes U-Boot (Yellow Submarine) ruht auf einer Pyramide auf einem Hügel. Am Rande des Landes befindet sich eine Reihe von hohen blauen Bergen.
Das Land wird plötzlich von den musikhassenden Blue Meanies (‚Blaumiesen‘) angegriffen, die jenseits der blauen Berge leben. Der Angriff beginnt mit einer musikdichten blauen Blase, die die Sgt. Peppers Lonely Hearts Club Band versiegelt. Die Blue Meanies feuern unter anderem Geschosse ab, die die Einwohner von Pepperland in Statuen verwandeln.
In den letzten Minuten vor seiner Gefangennahme schickt Pepperlands alter Oberbürgermeister Lord Mayor den alten Seemann Old Fred, um Hilfe zu holen.
Ein Sprengstoff, der von einem Clown der Blue Meanies abgefeuert wurde, reaktiviert das eingemottete gelbe U-Boot; es hebt mit Fred ab und begibt sich auf die Reise (Titelsong: Yellow Submarine). Angekommen in  Liverpool (Filmsong: Eleanor Rigby), folgt Old Fred einem deprimierten Ringo Starr zum Pier und überredet ihn, mit ihm nach Pepperland zurückzukehren. Ringo sammelt seine Freunde John Lennon, George Harrison und Paul McCartney ein, und die fünf beginnen die Reise in dem gelben U-Boot nach Pepperland. Während sie das U-Boot fahren, singen sie All Together Now, abschließend durchqueren sie auf ihrem Weg nach Pepperland mehrere Regionen:
Meer der Zeit: Dort, wo die Zeit sowohl vor- als auch rückwärts geht (Filmsong: When I’m Sixty-Four). Irgendwann passiert das U-Boot sich selbst, während es die Zeit durchläuft.
Meer der Wissenschaft:  Dort singen sie Only a Northern Song. Kurz bevor das Lied zu Ende ist, nehmen sie ein Monster auf.
Meer der Monster: Das Monster wird in ein Meer geworfen, das von anderen Monstern bewohnt wird. Ringo drückt versehentlich den Panikknopf und schleudert sich aus dem U-Boot ins Meer. Man sieht ihn dann auf einem der Monster reiten, verfolgt von Indianern, was dazu führt, dass John einen weiteren Knopf drückt, der die US-Kavallerie schickt, die Ringo rettet. Unmittelbar danach verschlingt das unheimliche Staubsaugermonster alle losen Gegenstände, Kreaturen, das U-Boot, die gesamte Landschaft und schließlich sich selbst und schleudert das U-Boot in eine Leere.
Meer aus Nichts: In dieser leeren Region treffen sie Jeremy Hillary Boob Ph.D., eine kleine pummelige Kreatur mit einem aufgemalten Clownsgesicht. Während er den Motor des U-Bootes repariert, singen die Beatles Nowhere Man. Als sie weiterfahren wollen, lädt Ringo ihn ein, sich ihnen anzuschließen.
Vorgebirge: Als die U-Boot-Antriebsschraube nicht mehr funktioniert, repariert Jeremy sie mit Kaugummi. Die Beatles geraten in das Vorgebirge, wo John Lucy in the Sky with Diamonds singt. Verschütteter Pfeffer lässt die Landschaft niesen und bläst die Beatles und Jeremy in das Meer von Löchern.
Meer von Löchern: Während sie alle nach dem Loch suchen, das zum Grünen Meer führt, wird Jeremy von einem Blue Meanie entführt. Ringo untersucht eines der unzähligen Löcher und steckt es in seine Tasche. Auf der Suche nach Jeremy springt Ringo auf ein grünes Loch, das das Meer von Löchern in das Grüne Meer verwandelt. Von hier aus kommen die Beatles im Pepperland an, gefolgt von Old Fred im U-Boot.
Zusammen mit Old Fred und dem wiederbelebten Oberbürgermeister blicken sie auf die Landschaft: Es ist ein trauriger Anblick. Die schönen Blumen sind Dornen geworden, und die einst so schöne Landschaft ist jetzt eine graue Einöde. Die Einwohner können sich nur bewegen, wenn die Blue Meanies es gestatten. Die Beatles schaffen es den Hügel hinauf, wo die Blue Meanies alles beschlagnahmten, was Musik machen könnte. Beim Versuch, am nächsten Morgen den Hügel hinunterzukriechen, werden die vier Beatles in letzter Sekunde entdeckt, als Ringo versehentlich auf einen Dudelsack tritt. Die Beatles fliehen hastig vor den wiedererwachten Blue Meanies.
Nachdem sie einige Apfelmänner (Helfer der Blue Meanies) besiegt haben, versammeln sich die vier Beatles im Freien und singen Sgt. Pepper’s Lonely Hearts Club Band, wodurch die Blue-Meanie-Truppen schließlich gezwungen werden, sich zurückzuziehen. Der Chef der Blue Meanies revanchiert sich und schickt seinen Hauptverteidiger, den Fliegenden Handschuh aus, aber John besiegt ihn, indem er All You Need Is Love singt. Pepperland erstrahlt wieder in Farbe, und seine Blumen erblühen wieder, als die Bewohner, gestärkt durch die Musik der Beatles, sich gegen die Blue Meanies erheben, die nun auf der Flucht in die blauen Berge sind, aus denen sie stammen. Die Beatles haben dann einen siegreichen Kampf gegen den vierköpfigen Blue-Meanie-Hund. (Filmsong: Hey Bulldog) Die Blue Meanies sind gezwungen, sich zurückzuziehen, und der Chef der Blue Meanies versucht, das Gesicht zu wahren, indem er versucht, Jeremy in „einen blauen Burger“ zu verwandeln, aber Jeremy führt etwas „Transformationsmagie“ auf ihn aus, was die Blue Meanies dazu bringt, die Niederlage zuzugeben. John bietet dem Chef der Blue Meanies ein Freundschaftsangebot an, das dieser akzeptiert. Es folgt eine große Party, auf der alle It’s All Too Much singen.
Am Ende sind die realen Beatles zu sehen, die nach Hause zurückgekehrt sind und ihre Reisesouvenirs vorführen: George hat den Motor des U-Bootes, Paul „ein bisschen Liebe“, und Ringo hat noch ein halbes Loch in seiner Tasche. Angeblich hat er Jeremy die andere Hälfte gegeben, der, wie Paul sagt, „es reparieren wird, um seinen Verstand vom Wandern abzuhalten“ (ein Verweis auf das Lied Fixing a Hole). John schaut durch ein Teleskop, und Paul fragt (wobei er sich an Pauls erste Zeile im Film erinnert): „Was ist los, John-Love? Blue Meanies?“ John antwortet, dass „neuere und bläulichere Meanies in der Nähe dieses Theaters [Kino] gesichtet wurden“ und dass es nur einen Ausweg gibt: „Singen!“ Die Vier singen ein weiteres Mal All Together Now, was mit Übersetzungen des Liedtitels in verschiedene Sprachen endet, die nacheinander auf dem Bildschirm bzw. Kinoleinwand erscheinen.

## Entstehung
| Figur               | Originalsprecher | Deutscher Sprecher     |
| ------------------- | ---------------- | ---------------------- |
| Ringo               | Paul Angelis     | Uwe Friedrichsen       |
| Chef der Blaumiesen | Paul Angelis     | Martin Hirthe          |
| Prologstimme        | Paul Angelis     | Friedrich Schoenfelder |
| John                | John Clive       | Randolf Kronberg       |
| Paul                | Geoffrey Hughes  | Andreas Mannkopff      |
| George              | Peter Batten     | Michael Chevalier      |
| Young/Old Fred      | Lance Percival   | Friedrich Schütter     |
| Jeremy/Nowhere Man  | Dick Emery       | Hugo Schrader          |
| Max                 | Dick Emery       | Klaus Miedel           |
| Lord Mayor          | Dick Emery       | Herbert Weissbach      |

Yellow Submarine basiert auf einem Vorschlag von Al Brodax. Dieser hatte für das US-amerikanische Network ABC von 1965 bis 1967 eine Zeichentrickserie mit den Beatles als Figuren produziert. Er wandte sich an Brian Epstein, den damaligen Manager der Beatles, und schlug ihm vor, einen animierten Kinofilm über die Beatles zu drehen. Epstein stimmte zu und erteilte auch die Genehmigung, bereits vorhandene Songs der Beatles zu verwenden. Im Juli 1967 begann man, unter der Leitung von George Dunning am Konzept für den Film zu arbeiten. Die Produktion stand unter erheblichem Zeitdruck, denn die Premiere des Films war für den Juli 1968 vorgesehen. Ein fertiges Drehbuch war zu Beginn der Arbeiten nicht vorhanden, und auch das Design war noch nicht ausgereift. Das Buch wurde mehrfach geändert; insgesamt waren vier Autoren daran beteiligt. Dabei orientierte man sich bei den Dialogen offensichtlich auch am Stil von John Lennons mit Wortspielereien gefüllten Werken In seiner eigenen Schreibe und Ein Spanier macht noch keinen Sommer. Der Entwurf der Figuren und Szenerien erwies sich als schwierig. Man engagierte schließlich Heinz Edelmann als verantwortlichen Art Director, auf den man durch dessen Arbeiten in der Zeitschrift twen aufmerksam geworden war.
Über einen Zeitraum von gut elf Monaten entstand der Trickfilm in London in den Studios von TV Cartoons, an dem zeitweise bis zu 200 Mitarbeiter tätig waren. Animatoren, Coloristen und Hintergrundkünstler arbeiteten zum Teil in zwei Schichten.
Der Zeitplan konnte eingehalten werden, und am 17. Juli 1968 um 20 Uhr fand im London Pavilion am Piccadilly Circus die ‚World Gala Premiere‘ von Yellow Submarine in Gegenwart der Beatles sowie anderer Prominenter statt. Seit 2012 ist eine Neuauflage des Films als DVD/Blu-ray erhältlich.
Die Beatles synchronisierten ihre Trickfiguren nicht selbst, sondern hatten Sprach-Doubles. Nur ganz am Ende des Films gibt es einen Realfilmteil, in dem sie eine kurze Szene selbst spielen. Die deutsche Synchronfassung entstand bei der Ultra-Film, Berlin.

## Alternative Schnittfassungen
Der Film wurde weltweit von United Artists in zwei Versionen vertrieben. Die Schnittfassung, die ursprünglich in Großbritannien aufgeführt wurde, unterschied sich von den Fassungen, die international vertrieben wurden. Der größte Unterschied ist der Song Hey Bulldog, der in der internationalen Fassung fehlt. Er wurde durch eine kürzere Schlachtszene ersetzt, in der die Bewohner von Pepperland, angeführt von den Beatles, die Blue Meanies besiegen.
Andere Unterschiede beinhalten unter anderem: alternative Szenen während des Songs All You Need Is Love, die Befreiung der Alter Ego-Beatles aus der Glaskugel und eine zusätzliche Aufnahme von Jeremy nach seiner Befreiung. Die internationale Fassung enthält zudem den Beatles-Song Baby You’re A Rich Man während der Befreiung der Alter-Ego-Beatles, die in der UK-Fassung ursprünglich fehlte. Dieser Song wurde jedoch im Rahmen der Erstellung des 5.1-Mehrkanal-Mixes 1998 auch zur UK-Fassung hinzugefügt.
Seit der Veröffentlichung der restaurierten UK-Schnittfassung 1999 ist diese die weltweit dominierende Version. Für die deutsche Fassung mussten etliche Stellen nachsynchronisiert werden, weil die Synchronisation von 1968 für die internationale Schnittfassung erstellt wurde.

## Rezeption
Der subversive und häufig absurde Humor der Songs sowie deren geglückte Umsetzung in Bilder unterschied sich sehr stark von damals üblichen Zeichentrick-Filmen à la Walt Disney. Deshalb sprach der Film sowohl ein Kinder- als auch ein Erwachsenenpublikum an. Er gilt heute allgemein nicht nur als der beste Film der Beatles, sondern als eines der interessantesten Filmkunstwerke dieser Zeit überhaupt.

„psychedelisches Popmärchen – witzig und originell gezeichnet von dem deutschen Star-Grafiker Heinz Edelmann. ( – überdurchschnittlich)“

„Stilbildender Zeichentrickfilm als Ausdruck eines Lebensgefühls, wobei sich Populärkultur und künstlerische Avantgarde kongenial beeinflussen.“

„Symbolfreudige Phantastik kennzeichnet diesen in kunstvoller Pop-Manier gefertigten Zeichentrickfilm um die vier populären Pilzköpfe. Gefällige Unterhaltung für alle, obgleich nicht primär für Kinder bestimmt.“

Im Jahr 1970 wurde der Soundtrack des Films für den Grammy Award in der Kategorie Best Original Score Written for a Motion Picture or Television Show nominiert. Er verlor gegen Zwei Banditen.

## Mitarbeit der Beatles
Die Beatles nahmen nur wenig Einfluss auf den Film, ihre Beteiligung beschränkte sich darauf, vier neue Stücke für Yellow Submarine zur Verfügung zu stellen und für die Schlusssequenz des Films in einer Realfilm-Szene aufzutreten. Im Rahmen der Anthology erinnerte sich George Harrison daran, Edelmann und einige andere Hauptverantwortliche ein- oder zweimal getroffen zu haben. Man habe sich über Ideen unterhalten, aber seitens der Beatles wenig beigetragen.

“But we only had one or two meetings, maximum, with them and the producer, Al Brodax – basically there was very little involvement from us.”

„Aber wir haben uns nur ein-, höchstens zweimal getroffen, mit ihnen und dem Produzenten Al Brodax – wir hatten mit der Sache eigentlich sehr wenig zu tun.“

Mit dem Resultat war Harrison dann aber durchaus zufrieden und bezeichnete ihn als Klassiker, der jede Generation anspreche.
Paul McCartney hatte einen Trickfilm im Disney-Stil erwartet und war zunächst enttäuscht, dass sich der Film gänzlich anders präsentierte und von der psychedelischen Stimmung des Sgt.-Pepper-Albums geprägt zeigte. In der Rückschau gab McCartney den Machern allerdings Recht und mochte den Film.

“I love the Disney films, so I thought this could be the greatest Disney movie ever – only with our music. That would be a lovely mix. They didn’t want that, though, and luckily, it wasn’t my decision. Looking back on the film, I do like it now.”

„Ich liebe die Disney-Filme, und ich dachte, das könnte der tollste Disney-Film aller Zeiten werden – nur eben mit unserer Musik. Das wäre eine hübsche Mischung geworden. Das wollten sie aber nicht, und zum Glück hatte ich das nicht zu entscheiden. Rückblickend betrachtet, gefällt mir der Film jetzt.“

John Lennon war der einzige Beatle, der sich darüber beschwerte, die Produzenten des Films hätten ihm Ideen für den Film „gestohlen“, ohne ihn entsprechend dafür zu würdigen.

“Brodax got half of Yellow Submarine out of my mouth. The idea for the Hoover, the machine that sucks people up – all those were my ideas. They used to come to the studio and chat: ‘Hi, John, old bean. Got any ideas for the film?’ And I’d just spout out all this stuff, and they went off and did it.”

„Brodax hat die Hälfte von Yellow Submarine von mir. Die Sache mit dem Staubsauger, der Maschine, die Leute aufsaugt – Das waren alles meine Ideen. Die Typen kamen ins Studio und sagten: ‚Hi, John, altes Haus. Irgendwelche Ideen für den Film?‘ Und ich sprudelte diesen ganzen Quatsch raus, und sie zogen wieder ab und setzten das um.“

## Filmmusik und Soundtrackalbum

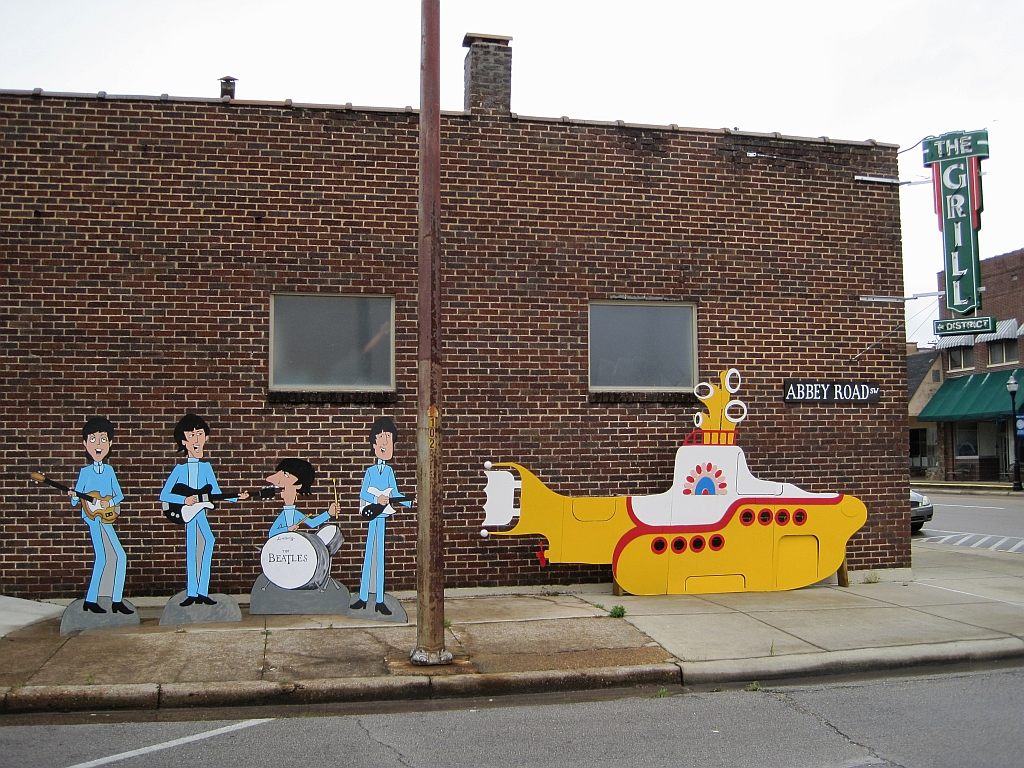
Yellow Submarine-Pappaufsteller

Die Lieder, die die Beatles neu für den Film zur Verfügung stellten, waren All Together Now, Hey Bulldog, Only a Northern Song und It’s All Too Much. Ansonsten griffen die Produzenten auf bereits vorhandenes Material zurück. Für die instrumentalen Musikstücke war George Martin verantwortlich, der mit einem Orchester die Stücke Pepperland, Sea of Time, Sea of Holes, Sea of Monsters, March of the Blue Meanies, Pepperland Laid Waste und Yellow Submarine in Pepperland einspielte. Mit Ausnahme des letztgenannten Stücks, das eine instrumentale Orchesterversion des Lieds Yellow Submarine ist, stammen alle Kompositionen von George Martin.
Verwendete Lieder
1. Pepperland (George Martin)
2. Yellow Submarine (Lennon/McCartney), vom Album Revolver
3. Eleanor Rigby (Lennon/McCartney), vom Album Revolver
4. Love You To (George Harrison), vom Album Revolver, nur Intro, bei erstem Auftritt von George
5. A Day in the Life (Lennon/McCartney), vom Sgt.-Pepper-Album, Ausschnitt des anschwellenden Orchesters während der Abreise aus Liverpool
6. All Together Now (Lennon/McCartney)
7. Sea of Time (George Martin)
8. When I’m Sixty-Four (Lennon/McCartney), vom Sgt.-Pepper-Album
9. Only a Northern Song (Harrison)
10. Sea of Monsters (George Martin)
11. Nowhere Man (Lennon/McCartney), vom Album Rubber Soul
12. Lucy in the Sky with Diamonds (Lennon/McCartney), vom Sgt.-Pepper-Album
13. Sea of Holes (George Martin)
14. Sea of Green, kurze, sich wiederholende Textzeile aus Yellow Submarine, als Ringo den Eingang zum Pepperland entdeckt
15. Think for Yourself (Harrison), vom Album Rubber Soul, kurzer Ausschnitt, a cappella gesungen, um Lord Mayor wiederzubeleben
16. Sgt. Pepper’s Lonely Hearts Club Band (Lennon/McCartney), vom Sgt.-Pepper-Album
17. With a Little Help from My Friends (Lennon/McCartney), nur angespielt, unmittelbar nach Sgt. Pepper’s Lonely Hearts Club Band, entsprechend der Aufnahme auf dem Sgt.-Pepper-Album
18. March of the Blue Meanies (George Martin)
19. All You Need Is Love (Lennon/McCartney)
20. Baby You’re a Rich Man (Lennon/McCartney), als unterlegte Filmmusik, hinzugefügt in der restaurierten Fassung des Films
21. Hey Bulldog (Lennon/McCartney), hinzugefügte Szene in der restaurierten Fassung des Films
22. Pepperland Laid Waste (George Martin)
23. Yellow Submarine in Pepperland (Lennon/McCartney, arrangiert von George Martin)
24. It’s All Too Much (Harrison)
25. All Together Now (Lennon/McCartney), Wiederholung des Lieds im Anschluss der Szene mit den real auftretenden Beatles

- Am 13. Januar 1969 wurde in den USA, am 17. Januar in Großbritannien und am 21. Januar 1969 in Deutschland das Soundtrackalbum Yellow Submarine veröffentlicht. Bei den Instrumentalliedern von George Martin auf dem Album handelt es sich um Neuaufnahmen.
- Als überarbeitete Version des Albums Yellow Submarine erschien im September 1999 das Album Yellow Submarine Songtrack, es enthält 15 Lieder von den Beatles und keine Instrumentallieder von George Martin.

## Veröffentlichungen
| Titel            | Format      | Sprache  | Datum         | Label                        | Anmerkungen                                                                                       |
| ---------------- | ----------- | -------- | ------------- | ---------------------------- | ------------------------------------------------------------------------------------------------- |
| Yellow Submarine | VHS         | englisch | Feb. 1987     | MGM/UA Home Video            | Hi-Fi Digital Stereo                                                                              |
| Yellow Submarine | VHS         | englisch | 14. Sep. 1999 | MGM Home Entertainment/Apple |                                                                                                   |
| Yellow Submarine | DVD         | englisch | 14. Sep. 1999 | MGM Home Entertainment/Apple | Tonspur 5.1; digital restaurierter Film; Umwandlung in Widescreen-Format; Bonus: Diverse Specials |
| Yellow Submarine | DVD/Blu-ray | englisch | 1. Juni 2012  | Apple                        | Bildmaterial erneut überarbeitet in 4K; Bonus: Diverse Specials                                   |

## Charts und Verkäufe
Charts
| ChartsChartplatzierungen | Höchstplatzierung | Wochen |
| ------------------------ | ----------------- | ------ |
| Schweiz (IFPI)           | 1 (1 Wo.)         | 1      |

Auszeichnungen für Musikverkäufe

| Land/Region       | Auszeichnungen für Musikverkäufe (Land/Region, Auszeichnung, Verkäufe) | Verkäufe |
| ----------------- | ---------------------------------------------------------------------- | -------- |
| Frankreich (SNEP) | Gold                                                                   | 7.500    |
| Insgesamt         | 1× Gold ·                                                              | 7.500    |